# واتسونية
وَاتْسُونِيَة أو وَطْصُونِيَة (الاسم العلمي: Watsonia)، جنس نباتات عشبية دوفصية من فصيلة السوسنية.
مهدها إفريقيا الجنوبية (جنوب إفريقيا وليسوتو وسوازيلاند). سُمي الجنس على اسم السير ويليام واتسون، عالم نبات بريطاني من القرن الثامن عشر.